# Camille Saxton
Pour les articles homonymes, voir Saxton.
Camille Saxton est une joueuse canadienne de beach-volley, née le 8 avril 1991 à Calgary.

## Carrière
Elle remporte la médaille de bronze en 4x4 aux Jeux mondiaux de plage de 2019 à Doha.